# Jihoo
Im Su-Jong (Hangul: 임수종 ; romanización revisada: Im Su-Jong, Corea del Sur, 5 de agosto de 1998),  conocido como Jihoo (Hangul: 지후; romanización revisada: Ji-Hu), es un cantante, guitarrista, compositor musical y pianista surcoreano. Desde 2017, es miembro, vocalista principal, pianista y guitarrista ocasional y hyung de la banda IZ, en la Agencia Music K. Entertainment.

## Información Personal
Im Sujong nació el 5 de agosto de 1998 en Corea del Sur. Jihoo posee una personalidad serena, carismática, algo callada y optimista. Dispuesto a ver el mejor lado de la vida y meditar en la belleza de lo que tiene al frente en el momento que lo vive.
Tiene aura de madurez, y al ser el mayor de IZ, es quien posee el humor de adulto a la hora de contar chistes, rasgo característico también del Hyung de BTS, Jin.
Leer ha sido uno de sus pasatiempos favoritos desde pequeño y lo ha dejado en claro, admitiendo que es su hobbie más constante. En lo que refiere a gustos musicales, es fanático de las baladas y el rock alternativo, en especial del cantante británico Sam Smith; de hecho, gracias a su música, es el miembro del grupo que mejor domina el inglés y su pronunciación. Si hablamos de deportes, Jihoo es amante del baloncesto, el bádminton y la lucha. 
Su color favorito es el azul. Su cosa mimada es su cachorro, al cual el resto de los miembros de IZ le tienen mucho cariño. Jihoo ha aclarado que es amante de la comida rápida, usando en específico la frase "cualquier cosa que sume calorías"; sus comidas preferidas son la carne, patatas fritas y nudillos crudos. 
Originalmente, él sería el líder de IZ; pero se encontraba muy ocupado y deseaba enfocarse más en su entrenamiento vocal, así que decidió cederle el puesto a Hyunjun, quien lo ha desempeñado hasta la actualidad.
Realizó un dueto con Yuju de GFriend, llamado Heart Signal, el 27 de octubre de 2017, a poco menos de dos meses de su debut con IZ.

## Influencias
Jihoo influencias Mariah Carey, Whitney Houston, Beyoncé, Justin Timberlake, Ne-Yo, Ariana Grande, Chris Brown, Jason Derulo, Darren Hayes, Pink, Sam Smith, Jessie J, Alicia Keys y Christina Aguilera.